# Johann Karl Wilhelm Illiger
Johann Karl Wilhelm Illiger (Braunschweig, 19 novembre 1775 – Berlino, 10 maggio 1813) è stato un biologo e zoologo tedesco.

## Biografia
Illiger era figlio di un mercante di Brunswick. Durante i suoi studi in Biologia all'Università di Berlino, fu allievo del biologo entomologo Johann Christian Ludwig Hellwig e più tardi lavorò sulle collezioni zoologiche di Johann Centurius Hoffmannsegg. Fu professore e direttore del museo di storia naturale e del giardino zoologico di Berlino dalla sua fondazione nel 1810 fino alla sua morte.
Fra le sue pubblicazioni è particolarmente importante il Prodromus systematis mammalium et avium (1811), in cui è esaminato il sistema linneiano. Ebbe una grande influenza sull'adozione del concetto di 'Famiglia'. Redasse anche il Magazin für Insektenkunde.

## Taxa descritti
- Pinnipedia Illiger, 1811, superfamiglia di carnivori
- Muridae Illiger, 1811, famiglia di roditori
- Psittacidae Illiger, 1811, famiglia di uccelli
- Colobus Illiger, 1811, genere di primati

## Opere
- Beschreibung einiger neuer Käfer, in: Schneider's entomologisches Magazin (1794)
- Nachricht von einer in etlichten Gersten- und Haferfeldern um Braunschweig wahrscheinlich durch Insecten verursachten Verheerung, in: Brauschweigisches Magazin 50 (1795).
- Verzeichniß der Käfer Preußens. Entworfen von Johann Gottlieb Kugelann (1798)
- Die Wurmtrocknis des Harzes, in: Braunschweigisches Magazin 49-50(1798)
- Die Erdmandel, in: Braunschweigisches Magazin 2 (1799)
- Versuch einer systematischen vollständigen Terminologie für das Thierreich und Pflanzenreich (2006)
- Zusätze und Berichte zu Fabricius Systema Eleutheratorus. Magazin fur Insektenkunde 1. viii + 492 pp.(1802).
- Über die südamerikanischen Gürtelthiere, in: Wiedemann's Archiv für die Zoologie (1804).
- Die wilden Pferde in Amerika, in: Braunschweigisches Magazin 7/(1805).
- Nachricht von dem Hornvieh in Paraguay in Südamerika, in: Braunschweigisches Magazin 15-16 (1805).
- Nachlese zu den Bemerkungen, Berichtigungen und Zusatzen zu Fabricii Systema Eleutheratorum Mag. fur Insektenkunde. 6:296-317 (1807).
- Vorschlag zur Aufnahme im Fabricischen Systeme fehlender Käfergattungen. Mag. fur Insektenkunde 6:318-350 (1807).
- Prodromus Systematis Mammalium et Avium (1811).